# Hydractinia altispina
Hydractinia altispina är en nässeldjursart som beskrevs av Wilfrid Arthur Millard 1955. Hydractinia altispina ingår i släktet Hydractinia och familjen Hydractiniidae. Inga underarter finns listade i Catalogue of Life.